# Mikhaïl Michoustine
Mikhaïl Vladimirovitch Michoustine (en russe : Михаил Владимирович Мишустин /mʲɪxɐˈil vɫɐˈdʲɪmʲirəvʲit͡ɕ mʲiˈʂʊsʲtʲin/) est un ingénieur, entrepreneur, économiste et homme d'État russe, né le 3 mars 1966 à Lobnia (oblast de Moscou).
Il est président du gouvernement de la fédération de Russie depuis le 16 janvier 2020, notamment reconduit dans ses fonctions en mai 2024 au début du cinquième mandat de Vladimir Poutine.

## Situation personnelle

### Naissance et famille
Mikhaïl Michoustine naît le 3 mars 1966 à Lobnia, au nord de Moscou. Son père, Vladimir Moïsseïevitch, est un Juif biélorusse natif de Polotsk et sa mère, Louiza Mikhaïlovna, est une Arménienne native de Kotlas, dans l'oblast d'Arkhangelsk.

### Études et formation
En 1989, il est diplômé du STANKIN (en), l'université d'État de technologie de Moscou, en étant spécialisé en ingénierie des systèmes, puis termine, en 1992, des études de troisième cycle dans la même université.
Après avoir obtenu son diplôme d'études supérieures, il commence à travailler en tant que directeur d'un laboratoire de tests, puis dirige le conseil d'administration de l'International Computer Club (ICC), une organisation publique à but non lucratif.

### Carrière professionnelle
En 1998, Michoustine rejoint le service public en tant qu'assistant pour les systèmes d'information, pour la comptabilité et le contrôle de la réception des paiements d'impôts au chef du service des impôts de la fédération de Russie. Il travaille ensuite au rang de vice-ministre de la fédération de Russie pour les impôts et taxes, chef de l'Agence fédérale du cadastre immobilier au sein du ministère russe du Développement économique et à la tête de l'Agence fédérale pour la gestion des zones économiques spéciales.
Il quitte la fonction publique de son propre chef en 2008 pour retourner au secteur privé, cette fois dans le domaine de l'investissement. En février 2009, il rejoint la réserve de personnel du président de la Russie.

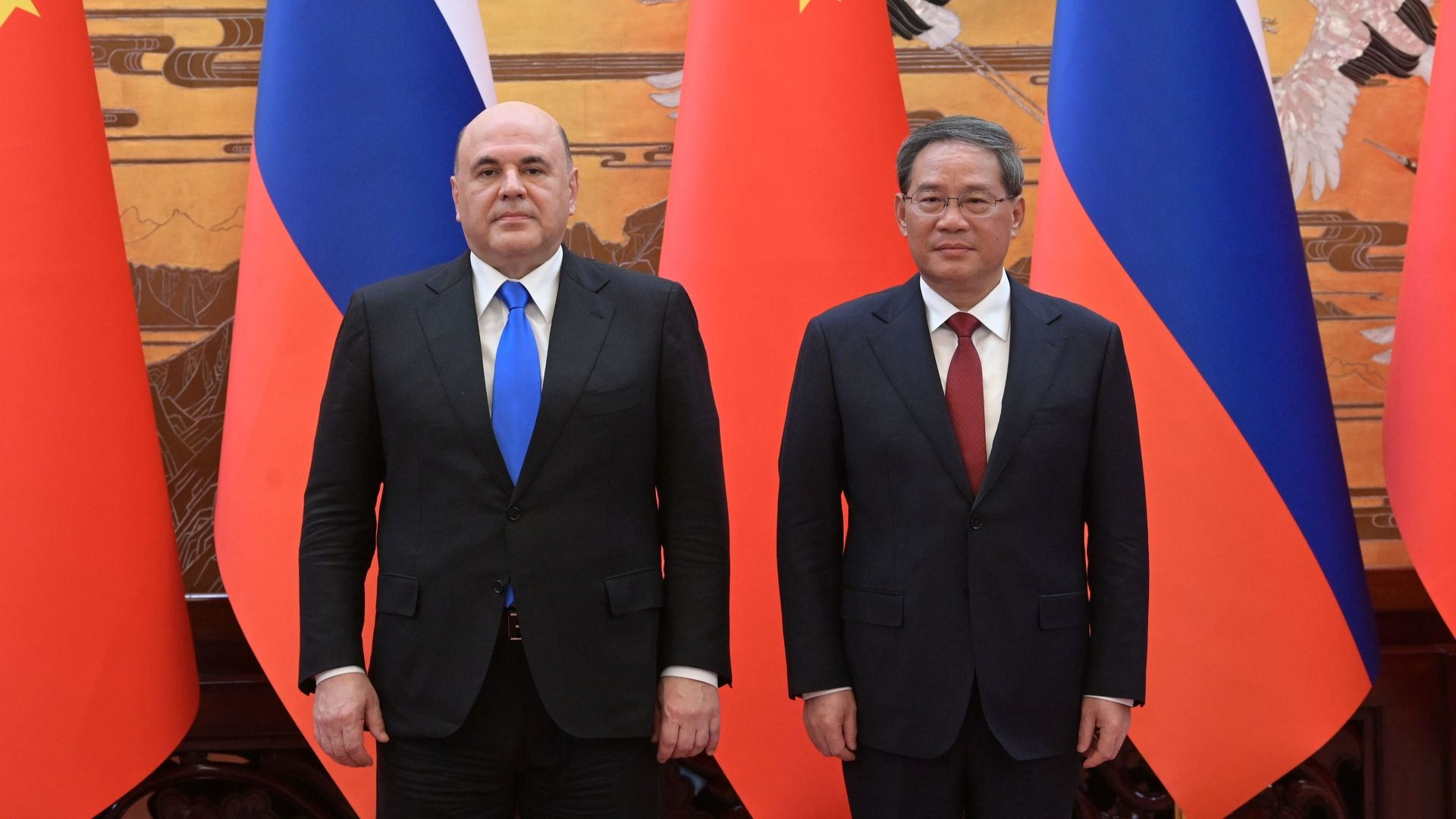
Michoustine avec le Premier ministre chinois Li Qiang, en mai 2023 à Moscou.

## Parcours politique

### Directeur du service fédéral des impôts
Pendant près de dix ans, du 6 avril 2010 au 16 janvier 2020, Michoustine est directeur du Service fédéral des impôts.

### Président du gouvernement
Le 15 janvier 2020, le président Vladimir Poutine propose Michoustine à la fonction de président du gouvernement à la suite de la démission de Dmitri Medvedev et de son gouvernement. La Douma d'État le confirme comme président du gouvernement le lendemain, 16 janvier, par 383 voix pour et aucune contre.
Le jour suivant, Michoustine nomme Daniil Egorov pour prendre sa suite à la tête du Service fédéral des impôts.
Michoustine forme son gouvernement le 21 janvier.
Ainsi son mandat commence quasiment au début de la pandémie de Covid-19 : le 30 avril, il annonce avoir été testé positif et placé en isolement. Le premier vice-président du gouvernement, Andreï Belooussov, assure l'intérim jusqu'au 19 mai,.
Après la réélection de Poutine en mars 2024, celui-ci reconduit Michoustine à la tête du gouvernement, ce que confirme la Douma d'État le 10 mai.

## Décorations
Michoustine a le grade civil de conseiller d'État effectif de la fédération de Russie de 1re classe.